# Kane i Abel
Kane i Abel (ang. Kane and Abel) – powieść, której autorem jest angielski pisarz Jeffrey Archer.
Opowiada ona losy dwóch mężczyzn urodzonych tego samego dnia w dwóch różnych miejscach na świecie. William Lowell Kane jest synem bostońskiego milionera, a Abel Rosnovski (prawdziwe imię i nazwisko: Władek Koskiewicz) – ubogim emigrantem z Polski. Przeznaczenie kilkukrotnie krzyżuje ich ścieżki w najtrudniejszych momentach życia.